# John Reginald Christie
John Reginald Halliday Christie (Illingworth, 8 aprile 1899 – Prigione di Pentonville, Londra, 15 luglio 1953) è stato un serial killer britannico, autore di omicidi di numerose donne (incluse la moglie e una bambina) nel suo appartamento situato a Londra nel quartiere di Notting Hill al numero civico 10 di Rillington Place tra il 1943 e il 1953.
Christie traslocò da Rillington Place durante il marzo del 1953, e presto furono scoperti i cadaveri di tre delle sue vittime nascosti in una nicchia in cucina. Il corpo della moglie fu rinvenuto sotto le assi del pavimento della camera antistante. Christie venne arrestato ed incriminato per l'omicidio della moglie, per il quale venne condannato a morte ed impiccato.
John Reginald Christie nacque a Illingworth vicino Halifax. Mentre combatteva nella prima guerra mondiale come soldato semplice, rimase ferito dai gas, che, secondo quanto da lui affermato, lo resero momentaneamente cieco e muto oltre a renderlo incapace di parlare ad alta voce in maniera permanente. Si diede al crimine poco tempo dopo aver lasciato l'esercito e venne condannato per svariati reati, tra i quali furto ed aggressione. Allo scoppio della seconda guerra mondiale, nel 1939 entrò nel corpo di polizia ausiliaria londinese, nonostante avesse la fedina penale sporca. Commise i suoi omicidi tra il 1943 e il 1953, di solito strangolando le sue vittime dopo averle stordite con il gas; violentando alcune di esse mentre erano prive di sensi.
Due delle vittime di Christie furono Beryl Evans e la figlioletta Geraldine, che insieme al marito di Beryl, Timothy, erano inquilini di Rillington Place durante il 1948 e 1949. Questo caso sollevò parecchie polemiche quando Timothy Evans venne incriminato per entrambi i delitti, condannato per essi ed impiccato nel 1950. Christie fu uno dei testimoni principali dell'accusa al processo, ma quando i suoi stessi crimini furono scoperti tre anni dopo, sorsero seri dubbi sulla fondatezza della sua testimonianza e sulla condanna di Evans. Christie stesso ammise in seguito di aver ucciso Beryl Evans per violentarla, ma non la piccola Geraldine.
Nel corso di un'indagine ufficiale svoltasi nel 1965–66 per riesaminare il caso, il magistrato Sir Daniel Brabin concluse che fosse "molto probabile" che Evans avesse ucciso la moglie, ma non la figlia Geraldine. La scoperta, portò all'assoluzione postuma di Evans per l'omicidio della figlia nell'ottobre 1966. Il caso contribuì alla soppressione della pena di morte in Gran Bretagna nel 1965. La vicenda di Christie ed Evans è stata trasposta sullo schermo nel film del 1971 L'assassino di Rillington Place n. 10.

## Biografia
Nato nella casa di famiglia a Illingworth, West Yorkshire vicino Halifax, Christie era il sesto dei sette figli della famiglia. Ebbe una relazione turbolenta con il padre, il fabbricante di tappeti Ernest John Christie, uomo severo che spesso applicava punizioni corporali verso i figli. Christie era inoltre dominato dalle sue cinque sorelle, tanto che sua madre, Mary Hannah Halliday, divenne iperprotettiva nei suoi confronti, minando la sicurezza in sé stesso del bambino. Successivamente, i coetanei di Christie lo descrissero come "un frocetto" che "stava sempre sulle sue" e che "non era molto popolare".
All'età di 11 anni, Christie vinse una borsa di studio alla Halifax Secondary School, dove le sue materie preferite erano matematica ed algebra. In seguito venne scoperto che aveva un QI di 128. In questo periodo John cantava nel coro della parrocchia e divenne un boy scout. Dopo aver lasciato la scuola a 15 anni, iniziò a lavorare come assistente del proiezionista in un cinema.
Durante il settembre 1916 Christie venne chiamato alle armi e nell'aprile successivo fu inviato nel cinquantaduesimo reggimento di Nottinghamshire & Derbyshire. Nell'aprile 1918 il reggimento di Christie venne stanziato in Francia, e in giugno, egli restò ferito durante un attacco con dei gas velenosi e passò un mese in un ospedale militare a Calais. Successivamente, dichiarò di esser rimasto cieco per cinque mesi e muto per circa tre anni e mezzo dopo l'infortunio.
L'impotenza fu un altro dei problemi che afflissero Christie; i suoi primi tentativi di avere degli approcci sessuali fallirono tutti. Le sue difficoltà a rapportarsi con le donne si protrassero nel tempo, e la maggior parte delle volte riusciva ad eccitarsi solo andando con delle prostitute. il 10 maggio 1920, John Christie sposò Ethel Simpson a Halifax, ma i suoi problemi di impotenza continuarono, ed egli continuò a frequentare le prostitute anche dopo essersi sposato. La coppia si trasferì a Sheffield, ma si separò dopo quattro anni di matrimonio. Christie si stabilì a Londra, mentre Ethel rimase a Sheffield con i genitori.

## Carriera criminale
Durante i dieci anni successivi al matrimonio con Ethel, Christie venne condannato per diversi crimini. La prima condanna arrivò per aver sottratto dei vaglia postali mentre lavorava come postino, furto per il quale venne condannato a tre mesi di carcere il 12 aprile 1921. Nel gennaio 1923, arrivò un'altra condanna per aver cercato di ottenere denaro con false credenziali e condotta violenta. Commise altri due crimini nel 1924 e ricevette due condanne consecutive a tre e sei mesi di prigione nel settembre 1924. Nel maggio 1929, andò in carcere per aver aggredito una prostituta con la quale conviveva a Battersea, venendo condannato ad altri sei mesi di lavori forzati. Infine, colpevole di furto d'auto, venne imprigionato per tre mesi alla fine del 1933.
Christie e Ethel si riconciliarono dopo l'uscita dal carcere dell'uomo, e tornarono a vivere insieme. Nel 1937, Christie e la moglie si trasferirono in un appartamento al numero 10 di Rillington Place a Ladbroke Grove, Londra. La casa era una modesta palazzina da tre appartamenti (senza bagno) con un giardinetto sul retro, e un lavatoio comune.
Christie, 40 anni, era all'apparenza un quieto, insignificante, ed innocuo borghese della classe medio-bassa britannica. Quasi completamente calvo, i pochi capelli rimasti erano di un colore giallo paglierino tendente al rosso, e i suoi occhi azzurri erano celati dietro spesse lenti di occhiale. Sua moglie era una donna in sovrappeso dall'aspetto bonario, dal carattere sentimentale e passivo. Le persone del quartiere che conoscevano la coppia, pensavano che Ethel avesse paura del marito. I Christie erano comunque una coppia molto schiva, che teneva soprattutto a mantenere inviolata la propria intimità. Dall'esterno sembravano una coppia felice, due persone comuni reciprocamente devote a loro stesse, e ai propri animali domestici (un cane e un gatto).
All'inizio della seconda guerra mondiale, Christie fece domanda per entrare nel corpo di polizia ausiliaria, e la sua richiesta venne accolta nonostante i suoi numerosi precedenti penali, che non furono controllati dalle autorità. Venne assegnato alla stazione di polizia di Harrow Road, dove fece la conoscenza di una donna con la quale iniziò una relazione extraconiugale. La relazione durò fino alla metà del 1943, quando il marito della donna, un militare in servizio, fece ritorno dalla guerra. Venuto a conoscenza della tresca, si recò a casa della moglie e colse sul fatto i due amanti, finendo per aggredire Christie.

## Vittime
Vittime accertate:
1. Ruth Fuerst, 21 anni (agosto 1943)
2. Muriel Eady, 32 anni (ottobre 1944)
3. Beryl Evans, 20 anni (8 novembre 1949)
4. Geraldine Evans, 13 mesi (8 novembre 1949)
5. Ethel Christie, 54 anni (12 dicembre 1952)
6. Rita Nelson, 25 anni (19 gennaio 1953)
7. Kathleen Maloney, 26 anni (febbraio 1953)
8. Hectorina MacLennan, 26 anni (marzo 1953)

### Primi omicidi
La prima persona che Christie ammise di aver ucciso fu Ruth Fuerst, immigrata austriaca e prostituta occasionale. Christie dichiarò di aver conosciuto la Fuerst mentre si trovava in uno snack bar di Ladbroke Grove. Secondo quanto da lui confessato, la strangolò impulsivamente mentre avevano un rapporto sessuale a Rillington Place durante l'agosto del 1943 e la moglie era fuori città in visita a dei parenti. Egli seppellì il cadavere della Fuerst in una fossa scavata nel giardino sul retro della sua abitazione.
Subito dopo l'omicidio, alla fine del 1943, Christie diede le dimissioni dalla carica di agente ausiliario. L'anno seguente trovò un nuovo lavoro come impiegato in una fabbrica di apparecchi radio. Lì incontrò la sua seconda vittima, la collega Muriel Amelia Eady. Nell'ottobre 1944, invitò la donna a casa sua con la promessa di somministrarle una "medicina speciale" che le avrebbe risolto i problemi di bronchite. La Eady inalò la mistura da una tazza attraverso un tubo di gomma. La mistura era in realtà un semplice balsamo che Christie usava per mascherare l'odore del gas domestico. Appena la Eady iniziò ad inalare dal tubo, Christie inserì un secondo tubicino nella tazza collegato all'attacco del gas. Inalando il gas, la Eady perse presto conoscenza (il gas domestico in uso negli anni quaranta aveva un concentrato di monossido di carbonio pari al 15%). Christie violentò la donna e poi la strangolò, seppellendone il corpo in giardino vicino a quello della Fuerst.

### Omicidio di Beryl e Geraldine Evans
Nel 1948 Timothy Evans, camionista analfabeta, e sua moglie Beryl si trasferirono all'ultimo piano di Rillington Place, dove Beryl diede alla luce la primogenita, Geraldine, nell'ottobre 1948. Alla fine del 1949, Evans informò la polizia che la moglie era morta. Una perquisizione del civico 10 di Rillington Place rivelò i cadaveri della moglie e della figlia di Evans nel lavatoio esterno. L'autopsia rivelò che entrambe le vittime erano state strangolate e che Beryl Evans era stata picchiata prima della morte. In principio, Evans dichiarò che Christie aveva accidentalmente ucciso sua moglie in un tentativo di aborto andato male, ma successivamente si autoincolpò dell'omicidio. La confessione potrebbe essere stata estorta dalla polizia stessa, poiché le dichiarazioni appaiono contraddittorie ed artificiose in molti punti. Per esempio, sin dalle sue prime dichiarazioni sembrò chiaro come Evans fosse del tutto all'oscuro del luogo dove era stato nascosto il cadavere della moglie, o di come fosse stata uccisa. Egli affermò che il corpo di sua moglie era in un tombino di fronte alla casa di Rillington Place, ma la polizia non trovò traccia del cadavere lì. Evans, inoltre, mostrò di non sapere che sua figlia era morta all'epoca della prima deposizione alla polizia. Dopo l'incriminazione, Evans ritirò la sua confessione ed accusò nuovamente Christie, questa volta di entrambi gli omicidi. L'11 gennaio 1950, Evans andò sotto processo per l'omicidio della figlia. Christie fu uno dei testimoni principali dell'accusa e negò qualsiasi addebito e collegamento con gli omicidi. La giuria dichiarò Evans colpevole di omicidio, e l'uomo venne impiccato il 9 marzo 1950.
Nei successivi tre anni dopo la morte di Evans, Christie perse il lavoro in quanto il suo passato criminale era venuto fuori durante il processo, ma egli trovò un'altra occupazione come impiegato alla British Road Services nel deposito di Shepherd's Bush. Allo stesso tempo, nuovi inquilini arrivarono a Rillington Place. I nuovi arrivati erano immigrati di colore provenienti dalla Indie occidentali; e ciò infastidì molto i Christie, che li reputavano esseri inferiori sporchi e maleducati, con i quali era impossibile abitare. Le tensioni tra i nuovi inquilini e i coniugi Christie raggiunsero il culmine quando Ethel Christie denunciò per aggressione uno dei vicini.

### Assassinio di Ethel Christie
La mattina del 14 dicembre 1952, Christie strangolò sua moglie Ethel a letto. L'ultima volta che la donna venne vista in pubblico fu due giorni prima. Christie inventò diverse storie per giustificare la sparizione della moglie agli occhi dei vicini e conoscenti. Dapprima disse che era andata a far visita ai genitori a Sheffield; poi, che se ne era andata a Birmingham. Il 6 dicembre, Christie diede le dimissioni dal lavoro rimanendo disoccupato. L'8 gennaio 1953, vendette ad un rigattiere gran parte della mobilia di casa, tenendo per sé soltanto tre sedie, un tavolo da cucina, ed un materasso sul quale dormire. Il 2 febbraio, prelevò tutto il denaro presente sul conto in banca della moglie, per il quale aveva delega. Dopodiché, Christie non si preoccupò nemmeno più di rispondere alle numerose lettere che i parenti di Ethel gli indirizzavano di continuo chiedendo notizie della donna.

### Ulteriori omicidi
Tra il 19 gennaio ed il 6 marzo 1953, Christie uccise altre tre donne che aveva invitato a casa sua: Kathleen Maloney, Rita Nelson e Hectorina MacLennan. Maloney era una prostituta della zona di Ladbroke Grove. La Nelson era originaria di Belfast ed era in visita a sua sorella quando incontrò Christie. In un bar Christie conobbe la MacLennan, che viveva a Londra con il suo fidanzato, Alex Baker. Tutti e tre si frequentarono in diverse occasioni, e Christie lasciò che la MacLennan e Baker si sistemassero provvisoriamente a Rillington Place in attesa di sistemazione. In un'altra occasione, Christie incontrò la MacLennan da sola e la convinse a seguirlo a casa sua dove la uccise. Successivamente, convinse Baker, venuto a Rillington Place in cerca della donna, di non averla vista e che forse la ragazza era andata a trovare i parenti in Scozia.
Christie violentò tutte e tre le sue ultime vittime mentre erano prive di sensi ed anche dopo il decesso. Quando questo particolare dei suoi crimini venne reso pubblico, si guadagnò rapidamente la reputazione di necrofilo. Tuttavia, non è del tutto corretto definire Christie tale; in quanto egli iniziava le sue violenze sessuali quando le vittime erano ancora in vita, benché incoscienti, e non le metteva in atto esclusivamente dopo la morte delle stesse. Tutti e tre i cadaveri delle ultime vittime furono nascosti da Christie in un piccolo ripostiglio, originariamente destinato a deposito di carbone per la stufa, nascosto dietro una parete della cucina, e coperto con carta da parati.

## Arresto
Christie traslocò da Rillington Place il 20 Marzo 1953, dopo aver subaffittato illegalmente il suo appartamento ad una coppia. Il padrone di casa visitò la casa la sera stessa, e trovando la coppia al posto di Christie, sfrattò gli inquilini irregolari e rescisse il contratto di Christie. Il padrone di casa inoltre, autorizzò un altro inquilino, tale Beresford Brown, ad utilizzare la cucina di Christie. Fu proprio lui che il 24 marzo, fece la macabra scoperta dei cadaveri delle vittime e chiamò immediatamente la polizia.
Dopo aver lasciato Rillington Place, Christie andò in un ospizio per poveri a King's Cross, dove affittò una stanza per sette notti dando il suo vero nome ed indirizzo. Vi rimase per sole quattro notti, andandosene il 24 marzo quando la notizia del ritrovamento dei corpi in Rillington Place era ormai sui giornali. La mattina del 31 marzo, venne arrestato nei pressi del ponte di Putney da un poliziotto che gli aveva chiesto i documenti senza ricevere risposta.

## Detenzione, condanna, ed esecuzione
Christie confessò sette omicidi: quello delle tre donne ritrovate dietro il muro della cucina, quello della moglie, e delle altre due donne che aveva seppellito in giardino. Ammise inoltre di essere responsabile dell'assassinio di Beryl Evans, anche se negò sempre di aver ucciso la piccola Geraldine Evans.
John Christie venne incriminato del solo omicidio della moglie. Il processo ebbe inizio il 22 giugno 1953 nello stesso tribunale dove era stato condannato Evans tre anni prima. Christie invocò l'infermità mentale e disse di non ricordare molto di quanto successo. Il giudice respinse la richiesta, e lo dichiarò colpevole di omicidio condannandolo a morte. John Christie venne impiccato il 15 luglio 1953 nel penitenziario di Pentonville dal boia Albert Pierrepoint, che si era occupato in precedenza anche dell'esecuzione di Evans.

## Presunta innocenza di Timothy Evans
A seguito della cattura di Christie, ci furono sostanziali dubbi sull'esito del processo che aveva visto condannare Evans, il quale era stato incriminato principalmente sulla base della sua presunta confessione e del ritrovamento dei corpi della moglie e della figlia nel locale lavanderia della casa di Rillington Place. Christie confessò di aver ucciso Beryl Evans ma non la piccola Geraldine, sebbene venisse generalmente considerato colpevole di entrambi i delitti all'epoca. Ciò, pose la questione della possibilità che Timothy Evans fosse stato condannato ingiustamente per un crimine non commesso, con la conseguenza che una persona innocente fosse stata impiccata per niente.
La controversia arrivò fino al Segretario di Stato per gli Affari Interni, David Maxwell-Fyfe, che indì una commissione guidata da John Scott Henderson, Consigliere della Regina, e magistrato di Portsmouth, per indagare ulteriormente sul caso Evans in modo da stabilire se l'uomo fosse stato innocente o meno. Scott Henderson intervistò Christie prima della sua esecuzione, ed anche un'altra ventina di testimoni coinvolti nelle indagini di polizia. Egli concluse che Evans fosse realmente colpevole dei delitti ascrittigli, e che la confessione da parte di Christie di aver ucciso Beryl Evans fosse inattendibile e parte del suo gioco per ottenere l'infermità mentale una volta catturato.
Lungi dal considerarsi conclusa, la questione della presunta innocenza di Evans venne portata in Parlamento, accompagnata dal clamore di un'imponente campagna di stampa e dalla pubblicazione di svariati libri sull'argomento. Le conclusioni alle quali era giunta l'inchiesta di Scott Henderson furono ampiamente criticate per la brevità temporale (una settimana) nella quale si era svolta la stessa indagine, giungendo a conclusioni perlomeno affrettate. Queste polemiche, unite alla strana coincidenza che due strangolatori avessero vissuto sotto lo stesso tetto agendo indipendentemente l'uno dall'altro, tenne viva nell'opinione pubblica l'ipotesi dell'innocenza di Evans e che la sua condanna fosse stata un tremendo errore giudiziario.
Ciò portò all'apertura di una seconda inchiesta, condotta dal giudice dell'Alta Corte Sir Daniel Brabin, svoltasi nell'inverno del 1965–66. Brabin prese in esame nuovamente tutti gli elementi del caso e valutò alcuni argomenti a favore dell'innocenza di Evans. La sua conclusione fu che l'uomo era molto probabilmente colpevole di aver ucciso la moglie, ma non la figlia Geraldine, la cui morte sarebbe da imputarsi a John Christie. La motivazione delle azioni di Christie circa la bambina sarebbero state il continuo clamore che la presenza della piccola avrebbe attirato verso la "sparizione" di Beryl. Brabin fece anche notare, tuttavia, che le prove a carico della colpevolezza di Evans non erano da ritenersi soddisfacenti "oltre ogni ragionevole dubbio" da permettere ad una giuria di emettere un verdetto. L'argomentazione diede modo al segretario di Stato Roy Jenkins, di chiedere per Timothy Evans l'assoluzione postuma, che venne concessa nell'ottobre 1966, in quanto l'uomo era stato processato e condannato solo per l'omicidio della figlioletta, e non per quello (dubbio) della moglie. Successivamente le autorità permisero l'esumazione delle spoglie di Evans dal cimitero della prigione, e la sepoltura in una tomba privata nel St. Patrick's Catholic Cemetery, di Leytonstone.

## Sviluppi successivi
Nel 1954, l'anno successivo all'esecuzione di Christie, Rillington Place venne rinominata Ruston Close su richiesta dei residenti della zona che firmarono una petizione in modo da eliminare ogni traccia dei tragici eventi, ma il numero civico 10 continuò ad essere abitato. Le tre famiglie che occupavano la palazzina nel 1970 rifiutarono di dare l'autorizzazione per le riprese del film L'assassino di Rillington Place n. 10, che quindi venne ambientato nel vicino numero 7 (sfitto). Richard Attenborough, che interpretò sullo schermo il ruolo di Christie, parlò della sua riluttanza iniziale nell'accettare la parte: «Non mi piaceva assolutamente quel ruolo, trovo il personaggio di Christie ripugnante, ma accettai dopo aver letto il copione». La palazzina dove Christie perpetrò i suoi crimini, insieme a tutte quelle nei dintorni, è stata demolita negli anni settanta per lasciare posto ad un nuovo complesso residenziale. Attualmente dove sorgeva il civico numero 10 di Rillington Place si trova un giardino.

## Curiosità
- Il protagonista del romanzo del 2004 I tredici scalini di Ruth Rendell è ossessionato dalla figura di John Reginald Christie, arrivando al punto di riferirsi a lui con il nome di "Reggie".
- Una ricostruzione della scena dell'esecuzione capitale di John Christie nella prigione di Pentonville, può essere visitata all'interno della "Camera degli orrori" nel celebre museo delle cere Madame Tussauds di Londra.